# Klara and the Sun
Klara and the Sun är en kommande dystopisk science fiction-film, med planerad premiär i USA under 2025. Den är regisserad av Taika Waititi, med manus skrivet av Dahvi Waller. Filmen är baserad på Kazuo Ishiguros roman med samma namn, och huvudrollerna spelas av Jenna Ortega och Amy Adams.

## Rollista (i urval)
- Jenna Ortega – Klara
- Amy Adams – Chrissie, Josies mor
- Mia Tharia – Josie
- Aran Murphy – Rick
- Natasha Lyonne – manager
- Simon Baker – Josies far